# 마초 (문화)

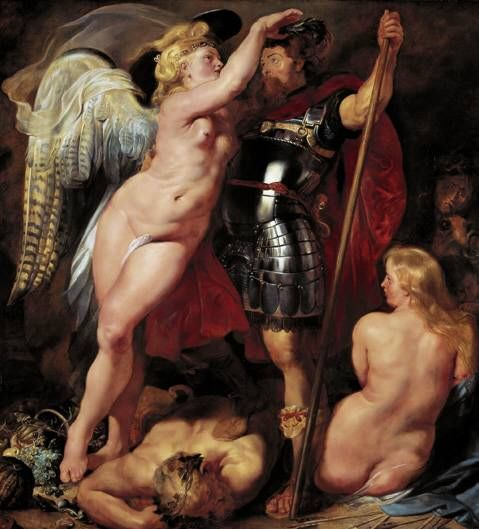
페테르 파울 루벤스의 도덕적 영웅의 대관식

마초(macho)는 스페인어 machismo/maˈtʃizmo/에서 온 명사이며 지나친 남자다움을 이야기한다. 이 말은 남성주의에서도 극단적 여성주의와 비슷한 뜻으로 쓰인다. 마초의 범위는 다양하며, 좀 더 극적인 남자다움을 보여 주는 것이 대표적이다. 남성으로의 역할은 위험한 모험을 즐기는 것이며, 여성으로서의 역할은 집안에서 어머니와 아내의 역할을 하는 것이다. 마초 문화는 주로 미국, 남유럽, 동유럽, 라틴 아메리카를 중심으로 퍼져있다.

## 같이 보기
- 남성
- 남성주의
- 여성주의
- 양성평등